# 31 Aquilae
31 Aquilae, som är stjärnans Flamsteed-beteckning, är en ensam stjärna belägen i den norra delen av stjärnbilden Örnen, som också har Bayer-beteckningen b Aquilae. Den har en genomsnittlig skenbar magnitud på ca 5,16 och är svagt synlig för blotta ögat där ljusföroreningar ej förekommer. Baserat på parallaxmätning inom Hipparcosuppdraget på ca 65,9 mas, beräknas den befinna sig på ett avstånd på ca 50 ljusår (ca 15 parsek) från solen. Den rör sig närmare solen med en heliocentrisk radialhastighet av ca -100 km/s.

## Egenskaper
31 Aquilae är en gul till vit underjättestjärna av spektralklass G8 IV, som för sin ålder är förvånansvärt rik på andra element än väte eller helium, i motsats till vanliga antaganden om att de äldsta stjärnorna ska vara metallfattiga. Den har en massa som är ca 1,2 solmassor, en radie som är ca 1,4 solradier och utsänder ca 1,9 gånger mera energi än solen från dess fotosfär vid en effektiv temperatur av ca 5 500 K.
31 Aquilae' är en misstänkt variabel som varierar mellan visuell magnitud +5,10 och 5,19 utan någon fastställd periodicitet.
Ingen planet som bekräftad följeslagare har hittills hittats vid 31 Aquilae. McDonald Observatory-teamet har satt gränser för närvaron av en eller flera exoplaneter vid 31 Aquilae till massa mellan 0,22 och 1,9 Jupitermassor och genomsnittlig separation som ligger sig mellan 0,05 och 5,2 astronomiska enheter.

## Optiska följeslagare
Följande stjärnor är optiska följeslagare som för tillfället (2020) är belägna nära siktlinjen till 31 Aquilae.
| Följeslagare  | HD 231345        | BD+11 3833C   |
| Rektascension | 19t 24m 51,8595s | 19t 24m 50,8s |
| Deklination   | +11° 57′ 14,692″ | +11° 57′ 36″  |
| Magnitud      | 8,56             | 10,6          |
| Spektraltyp   | G0               |               |
| Referens      | Simbad           | Simbad        |